# Kuala Kangsar
Kuala Kangsar is een stad en gemeente (majlis perbandaran; municipal council) in de Maleisische deelstaat Perak.
De gemeente telt 109.000 inwoners en is de hoofdplaats van het gelijknamige district.